# Vanessa Machado
Vanessa Machado ou Vanessa Mesquita, nascida Vanessa Christina Machado Alves (Ceres, 19 de maio de 1974), é uma atriz brasileira, mais conhecida por interpretar Simone na telenovela brasileira Laços de Família.

## Biografia
- Com 1,79m e 63 kg, começou a carreira como modelo ao chegar a São Paulo. Mudou-se para São Paulo para estudar Direito. Não chegou a se matricular na faculdade. Um caça-talentos a levou para a Elite Models. O corpo escultural lhe rendeu contratos para posar de lingerie e biquíni. Então, já com 21 anos, conheceu Otávio Mesquita, com quem viveu durante cinco anos até a oficialização da união, em junho de 1999, em Fernando de Noronha. O casamento durou apenas um ano.[2]
- Atualmente vive no Rio de Janeiro, onde além dos trabalhos como atriz, possui seu próprio canal na plataforma do youtube Vanessa MachadoA, dividido em 03 quadros: ''Dicas de Beleza'': dando dicas de beleza, ''Conta Aí!'': entrevistas de celebridades, e ''Por Aí!'': dando dicas de lugares legais para se conhecer.

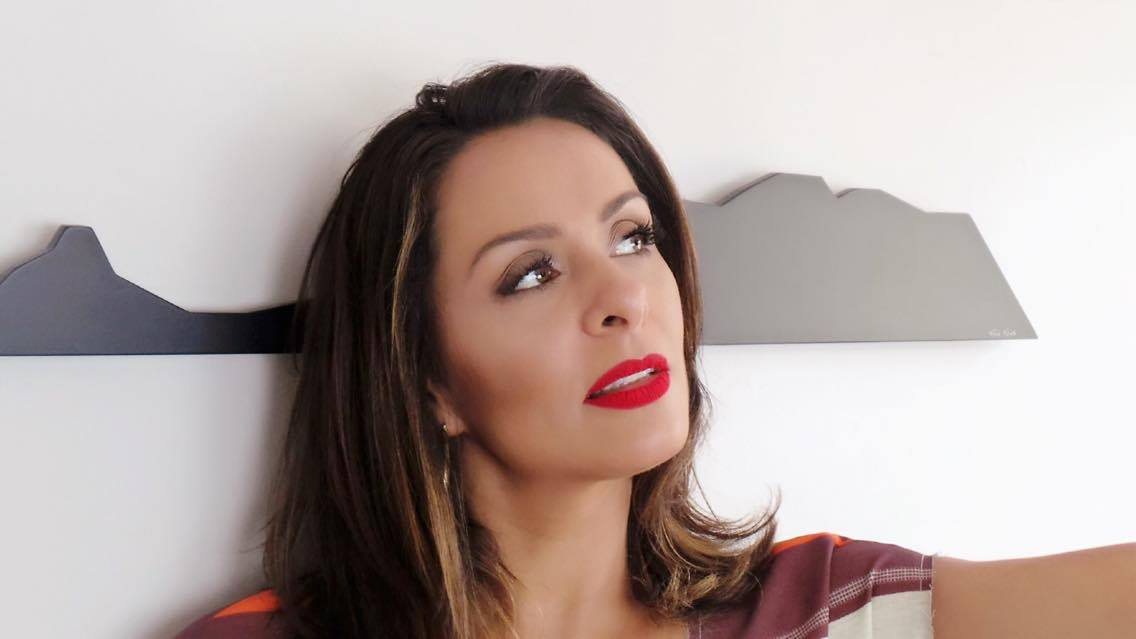
Vanessa Machado

## Carreira

### Televisão
| Ano  | Título                | Papel                                                             |
| 2000 | Laços de Família      | Simone                                                            |
| 2002 | O Quinto dos Infernos | Eugênia                                                           |
| 2006 | Cobras & Lagartos     | Maria                                                             |
| 2006 | Bicho do Mato         | Rosana                                                            |
| 2007 | Dance Dance Dance     | Rebeca Braga                                                      |
| 2008 | Casos e Acasos        | Sharon (ep. "A Câmera Escondida, o Chá de Fralda e o Porta-Mala") |

### Cinema
| Ano  | Título                           | Papel    |
| 2005 | Um Tiro No Escuro                | Verônica |
| 2007 | Verdades e Mentiras sobre o Sexo |          |

### Teatro
| Ano  | Título                             | Papel |
| 2002 | A Cigana Disse Que Eu ia Ser Feliz |       |
| 2002 | Paixão de Cristo                   |       |